# Copa de Islas Feroe 2025
La Copa de Islas Feroe 2025 es la septuagésima segunda —72.°—  edición de la Copa de Islas Feroe. El torneo empezó el 7 de abril de 2025 con los partidos de la primera ronda  y finalizará el 31 de octubre del mismo año con la final.

## Desarrollo

### Primera ronda
| Local           | Resultado | Visitante    | Fecha      | Hora  | Estadio          |
| --------------- | --------- | ------------ | ---------- | ----- | ---------------- |
| Argja Bóltfelag | 1-0       | FC Suðuroy   | 7 de abril | 17:30 | Skansi Arena     |
| Skála           | 8-0       | TB Tvøroyri  | 7 de abril | 17:30 | Undir Mýruhjalla |
| Víkingur Gøta   | 3-1       | NSÍ Runavík  | 7 de abril | 18:30 | Sarpugerði       |
| HB Tórshavn     | 1-2       | KÍ           | 7 de abril | 18:30 | Gundadalur       |
| 07 Vestur       | 1-3       | B36 Tórshavn | 7 de abril | 18:30 | Á Dungasandi     |
| B68 Toftir      | 4-0       | ÍF           | 9 de abril | 18:00 | Svangaskarð      |
| FC Hoyvík       | 1-2       | B71 Sandoy   | 9 de abril | 18:00 | Hoyvíksvøllur    |

### Cuartos de final
| Local         | Resultado      | Visitante        | Fecha       | Hora  | Estadio        |
| ------------- | -------------- | ---------------- | ----------- | ----- | -------------- |
| EB/Streymur   | 2-3            | Argja Bóltfelag  | 21 de abril | 15:00 | í Hólmanum     |
| KÍ            | 1-1 (4-3 pen.) | B36 Tórshavn     | 21 de abril | 15:00 | Við Djúpumýrar |
| Víkingur Gøta | 2-1            | Skála FC Suðuroy | 21 de abril | 17:15 | Sarpugerði     |
| B71 Sandoy    | 3-6            | B68 Toftir       | 21 de abril | 17:15 | Inni í Dal     |

### Semifinales
| Fecha       | Hora  | Local           | Resultado | Visitante       | Estadio        |
| ----------- | ----- | --------------- | --------- | --------------- | -------------- |
|             |       | KÍ              | 6−1       | Argja Bóltfelag |                |
| 20 de mayo  | 18:30 | KÍ              | 4:0       | Argja Bóltfelag | Við Djúpumýrar |
| 17 de junio | 18:30 | Argja Bóltfelag | 1:2       | KÍ              | Skansi Arena   |
|             |       | B68 Toftir      | 0−4       | Víkingur Gøta   |                |
| 21 de mayo  | 18:30 | B68 Toftir      | 0:2       | Víkingur Gøta   | Svangaskarð    |
| 17 de junio | 18:30 | Víkingur Gøta   | 2:0       | B68 Toftir      | Sarpugerði     |

### Final
| 31 de octubre de 2025 | KÍ |  | Víkingur Gøta | Tórsvøllur, Tórshavn, Islas Feroe |             |
| 15:00                 |    |  |               | Árbitro(s):                       | Árbitro(s): |